# Єрмолівська сільська рада
Єрмолівська сільська́ ра́да — адміністративно-територіальна одиниця та орган місцевого самоврядування в Баштанському районі Миколаївської області. Адміністративний центр — село Єрмолівка.

## Загальні відомості
- Населення ради: 740 осіб (станом на 2001 рік)

## Населені пункти
Сільській раді були підпорядковані населені пункти:
- с. Єрмолівка
- с. Вільна Поляна
- с. Новоолександрівка
- с. Новоукраїнка
- с. Світлицьке

## Склад ради
Рада складалася з 16 депутатів та голови.
- Голова ради: Балдич Галина Петрівна
- Секретар ради: Бердарь Ірина Анатоліївна

### Керівний склад попередніх скликань
| Прізвище, ім'я, по батькові   | Основні відомості                                                                       | Дата обрання | Дата звільнення |
| ----------------------------- | --------------------------------------------------------------------------------------- | ------------ | --------------- |
| Тофтул Світлана Володимирівна | Сільський голова, 1961 року народження, член Партії регіонів                            | 26.03.2006   | 01.02.2008      |
| Балдич Галина Петрівна        | Сільський голова, 1956 року народження, освіта середня спеціальна, член Партії регіонів | 01.06.2008   | 31.10.2010      |
| Балдич Галина Петрівна        | Сільський голова, 1956 року народження, освіта середня спеціальна, член Партії регіонів | 31.10.2010   |                 |

Примітка: таблиця складена за даними сайту Верховної Ради України

### Депутати
За результатами місцевих виборів 2010 року депутатами ради стали:

#### За суб'єктами висування
| Суб'єкт висування                                       | Кількість обраних депутатів | %    |
| ------------------------------------------------------- | --------------------------- | ---- |
| Партія регіонів                                         | 14                          | 87,5 |
| Політична партія Всеукраїнське об'єднання «Батьківщина» | 2                           | 12,5 |

#### За округами
| № округу                                                | Прізвище, ім'я, по батькові     | Дата визнання обраним | Освіта  | Партійна приналежність                        | Відомості про обраного депутата                    |
| ------------------------------------------------------- | ------------------------------- | --------------------- | ------- | --------------------------------------------- | -------------------------------------------------- |
| Партія регіонів                                         |                                 |                       |         |                                               |                                                    |
| 1                                                       | Корсун Валентина Василівна      | 04.11.2010            | вища    | член Партії регіонів                          | Єрмолівський відділ поштового зв'язку, завідувачка |
| 2                                                       | Біляєва Тетяна Григорівна       | 04.11.2010            | вища    | позапартійна                                  | Єрмолівська загальноосвітня школа, директор        |
| 5                                                       | Ткаченко Володимир Євгенович    | 04.11.2010            | середня | член Партії регіонів                          | Єрмолівська загальноосвітня школа, котельник       |
| 6                                                       | Скляр Тетяна Володимирівна      | 04.11.2010            | середня | член Партії регіонів                          | ПП «Злагода», оператор машинного доїння            |
| 7                                                       | Козлова Світлана Володимирівна  | 04.11.2010            | вища    | член Партії регіонів                          | Єрмолівська загальноосвітня школа, кухар           |
| 8                                                       | Балдук Світлана Миколаївна      | 04.11.2010            | середня | позапартійна                                  | ЗАТ"Баштанський сирзавод", приймальник молока      |
| 9                                                       | Сийоткін Леонід Володимирович   | 04.11.2010            | вища    | член Партії регіонів                          | тимчасово не працює                                |
| 10                                                      | Гончаров Олександр Анатолійович | 04.11.2010            | середня | член Партії регіонів                          | Новоукраїнська загальноосвітня школа, охоронець    |
| 11                                                      | Бердарь Ірина Анатоліївна       | 04.11.2010            | вища    | член Партії регіонів                          | Єрмолівська сільська рада, секретар                |
| 12                                                      | Горбаневич Сергій Миколайович   | 04.11.2010            | вища    | позапартійний                                 | приватний підприємець                              |
| 13                                                      | Діордіца Олена Миколаївна       | 04.11.2010            | середня | позапартійна                                  | тимчасово не працює                                |
| 14                                                      | Гордій Олена Василівна          | 04.11.2010            | середня | член Партії регіонів                          | СТОВ «Агролан плюс», комірник                      |
| 15                                                      | Балан Рита Миколаївна           | 04.11.2010            | вища    | позапартійна                                  | Єрмолівська сільська рада, головний бухгалтер      |
| 16                                                      | Серовацька Дар'я Леонідівна     | 04.11.2010            | вища    | позапартійна                                  | тимчасово не працює                                |
| Політична партія Всеукраїнське об'єднання «Батьківщина» |                                 |                       |         |                                               |                                                    |
| 3                                                       | Шличок Ольга Іванівна           | 04.11.2010            | вища    | член Всеукраїнського об'єднання «Батьківщина» | Єрмолівська загальноосвітня школа, вчитель         |
| 4                                                       | Савенко Наталія Олексіївна      | 04.11.2010            | вища    | член Всеукраїнського об'єднання «Батьківщина» | ПП «Злагода», бухгалтер                            |

## Населення
Згідно з переписом УРСР 1989 року чисельність наявного населення сільської ради становила 766 осіб, з яких 349 чоловіків та 417 жінок.
За переписом населення України 2001 року в сільській раді мешкало 739 осіб.

### Мова
Розподіл населення за рідною мовою за даними перепису 2001 року:
| Мова       | Відсоток |
| ---------- | -------- |
| українська | 92,30 %  |
| російська  | 4,73 %   |
| молдовська | 2,03 %   |
| вірменська | 0,95 %   |